# Kometa Hyakutake
Kometa Hyakutake (również C/1996 B2) – kometa długookresowa, którą można było obserwować gołym okiem w 1996 roku.

## Odkrycie i obserwacje komety
Kometa została odkryta 30 stycznia 1996 r. przez japońskiego astronoma amatora Yūji Hyakutakego przy użyciu silnej lornetki. Znajdowała się wtedy w odległości 2 j.a. od Słońca i miała jasność widomą 11m. Później zidentyfikowano ją na fotografiach 1 stycznia 1996 r.
1 maja 1996 roku kometa przeszła przez peryhelium.

## Orbita komety
Kometa Hyakutake porusza się po orbicie w kształcie bardzo wydłużonej elipsy o mimośrodzie 0,999899. Peryhelium znajduje się w odległości 0,230229 j.a. od Słońca, aphelium zaś aż ok. 4540 j.a. Na jeden obieg potrzebuje ok. 108 tys. lat. Nachylenie orbity do ekliptyki wynosi 124,9°.
25 marca 1996 roku zbliżyła się na najmniejszą odległość od Ziemi – 0,10174 j.a.

## Właściwości fizyczne

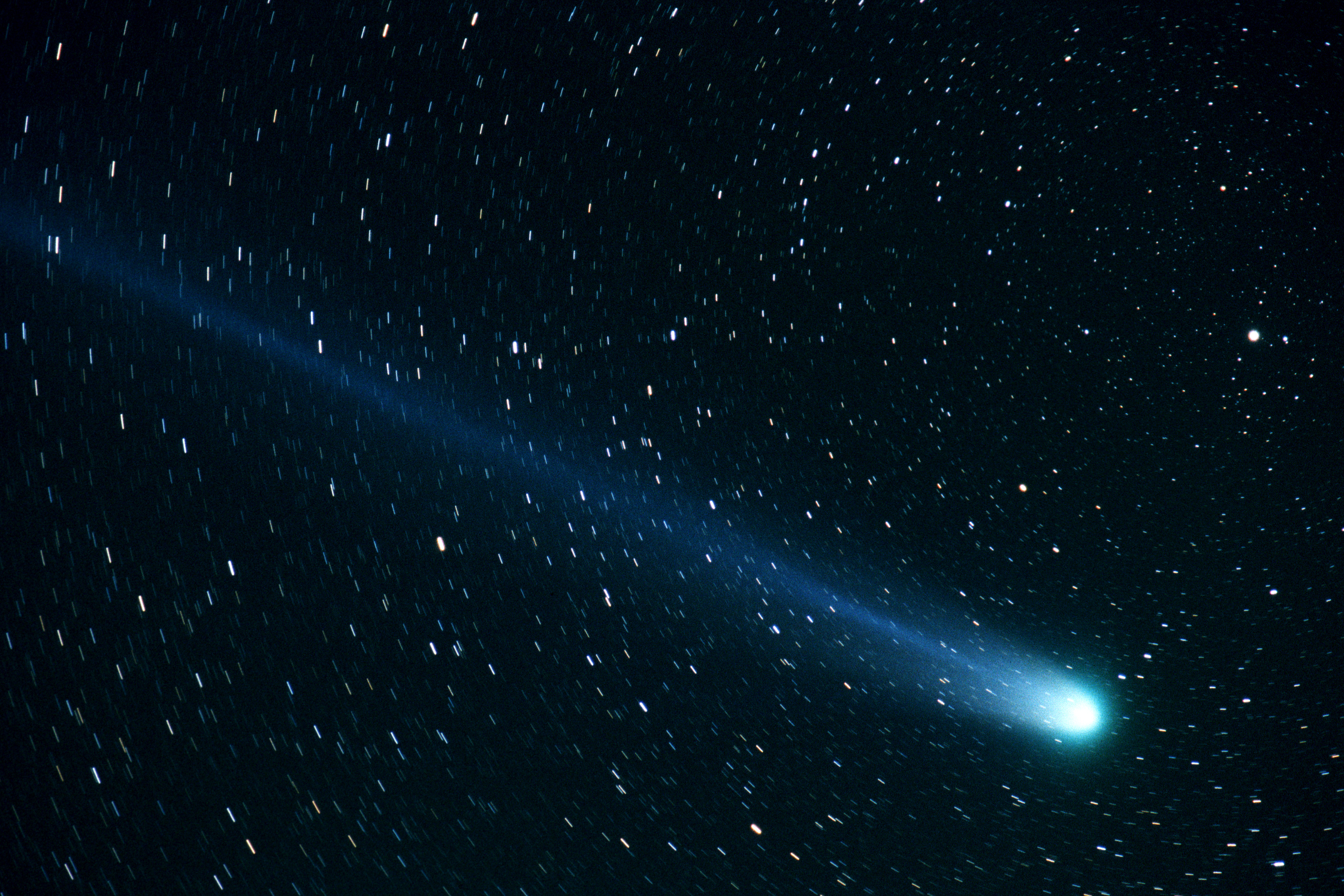

Mimo niedużego jądra (średnica ok. 4 km) kometa wykazywała bardzo dużą aktywność. Ze względu na nazwano ją Wielką Kometą 1996 roku. Nie była jednak tak spektakularnym wydarzeniem, jak kometa Hale’a-Boppa z 1997 r. Liczne obserwacje dokonane za pomocą teleskopów naziemnych i instrumentów w przestrzeni kosmicznej pozwoliły wyznaczyć czas rotacji jej jądra na 6,23 h.
W składzie chemicznym komety Hyakutake wykryto obecność etanu i metanu. Analizy zawartości związków chemicznych w komie dały podstawy do przypuszczeń, że jądro komety ukształtowało się w chmurze międzygwiazdowej w temperaturze ok. 20 K. Zawartość deuteru w lodzie wodnym komety była zdecydowanie większa, niż w wodach ziemskich oceanów. Wysnuto stąd przypuszczenie, że nie można upatrywać w kometach, które uderzały w naszą planetę, jedynego źródła wody na Ziemi. W toku badań kolejnych komet okazało się, że wniosek ten nie jest tak pewny, gdyż różnią się one zawartością deuteru.

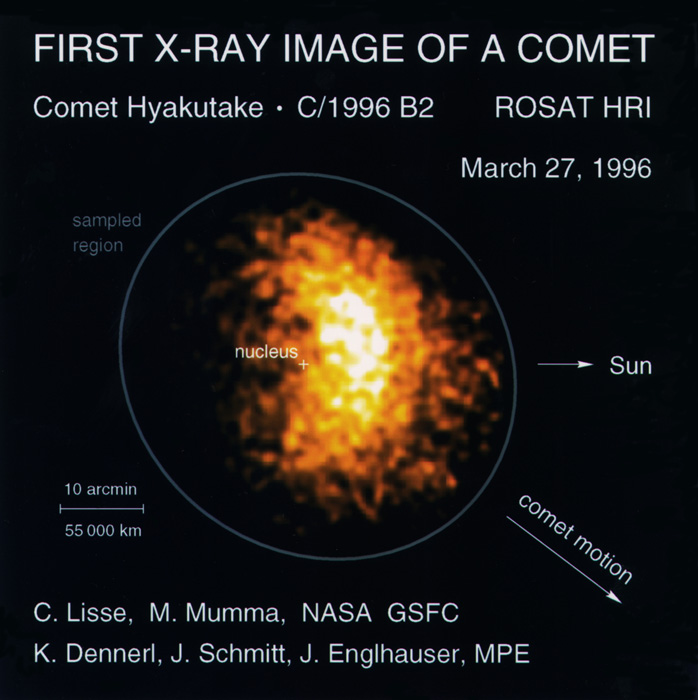
Obraz komety Hyakutake w promieniach rentgenowskich

Kometa Hyakutake emitowała promieniowanie rentgenowskie, wcześniej nie obserwowane, odkryte przez satelitę ROSAT. Było ono wynikiem zderzań jonów azotu i tlenu obecnych w wietrze słonecznym z neutralnymi atomami wodoru w komie. 1 maja 1996 r. sonda Ulysses odkryła warkocz gazowy komety w odległości około 500 mln km od jej jądra. Był to najdłuższy do tamtego czasu stwierdzony warkocz kometarny. Był on jednak porozrywany na osobne odcinki na skutek oddziaływania z polem magnetycznym wiatru słonecznego.